# ʻOhonua
ʻOhonua – miasto na Tonga, stolica wyspy ʻEua. Według danych oficjalnych na dzień 30 listopada 2011 roku liczyło 1528 mieszkańców.
W odległości 3 km od miasta znajduje się port lotniczy ʻEua. 